# Commelina schomburgkiana
Commelina schomburgkiana är en himmelsblomsväxtart som beskrevs av Johann Friedrich Klotzsch. Commelina schomburgkiana ingår i släktet himmelsblommor, och familjen himmelsblomsväxter. Inga underarter finns listade.